# Another You
Pour les articles homonymes, voir Another You (homonymie).
Singles de Mr Probz
Waves
(2014) Birds Fly
(2015)
Singles par Armin van Buuren
Safe Inside You
(2015) Stardust
(2015)
Another You est une chanson du disc jockey néerlandais Armin van Buuren sortie le 8 mai 2015, en featuring avec le chanteur Mr Probz. Le remix de CID du titre connaît un franc succès, tout comme la version originale.

## Liste des pistes
| 1. | Another You (Radio Edit)   | 3:12 |
| 2. | Another You (Extended Mix) | 4:54 |

| 1. | Another You (Mark Sixma Remix)   | 4:42 |
| 2. | Another You (Headhunterz Remix)  | 4:50 |
| 3. | Another You (Ronski Speed Remix) | 7:56 |
| 4. | Another You (Cid Remix)          | 4:38 |

## Classement hebdomadaire
| Classement                             | Meilleure position |
| -------------------------------------- | ------------------ |
| Allemagne (Media Control AG)           | 75                 |
| Australie (ARIA)                       | 48                 |
| Autriche (Ö3 Austria Top 40)           | 55                 |
| Belgique (Flandre Ultratop 50 Singles) | 10                 |
| France (SNEP)                          | 81                 |
| Suède (Sverigetopplistan)              | 55                 |
| Pays-Bas (Nederlandse Top 40)          | 7                  |